# Trasporti in Serbia
Questa voce raccoglie le principali tipologie di trasporti in Serbia.

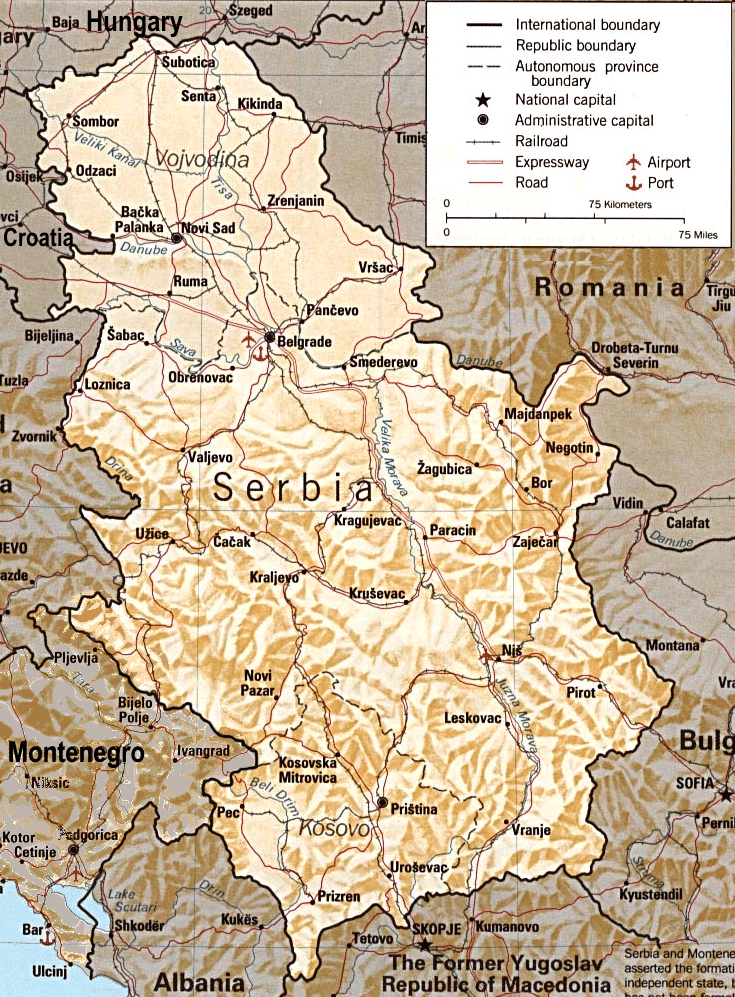
Serbia: carta geopolitica con rete stradale e ferroviaria

## Trasporti su rotaia

### Rete ferroviaria
In totale: 3.800 km di linee ferroviarie pubbliche (dati 2006).
- scartamento normale (1435 mm): 3.800 km, 1.364 dei quali elettrificati
- scartamento ridotto: ripristinato in alcune linee turistiche private
- collegamento a reti estere contigue
  - presente, senza cambio di scartamento: Austria, Bosnia ed Erzegovina, Bulgaria, Croazia, Macedonia del Nord, Montenegro, Romania ed Ungheria
  - assente: Albania.

### Reti metropolitane
A Belgrado è in progetto la costruzione della rete metropolitana. I lavori sono stati più volte rimandati e mai iniziati

### Reti tranviarie
Oggi il servizio tranviario è presente solo a Belgrado (operatore attuale GSP Beograd) ed è ancora operativa la linea 3, istituita nel 1892, quando il tram, a trazione elettrica, sostituì quello a cavalli.
Nel 1999 durante la Guerra del Kosovo, il servizio è stato sospeso per mancanza di elettricità.

## Trasporti su strada

### Rete stradale
Strade pubbliche: in totale 37.937 km (dati 2002)
- asfaltate: 23.987 km, 560 dei quali di autostrade

### Reti filoviarie
I filobus sono stati introdotti a Belgrado nel 1947 ed il servizio è stato sospeso nel 1999 durante la Guerra del Kosovo; l'attuale gestore è il GSP Beograd.

### Autolinee

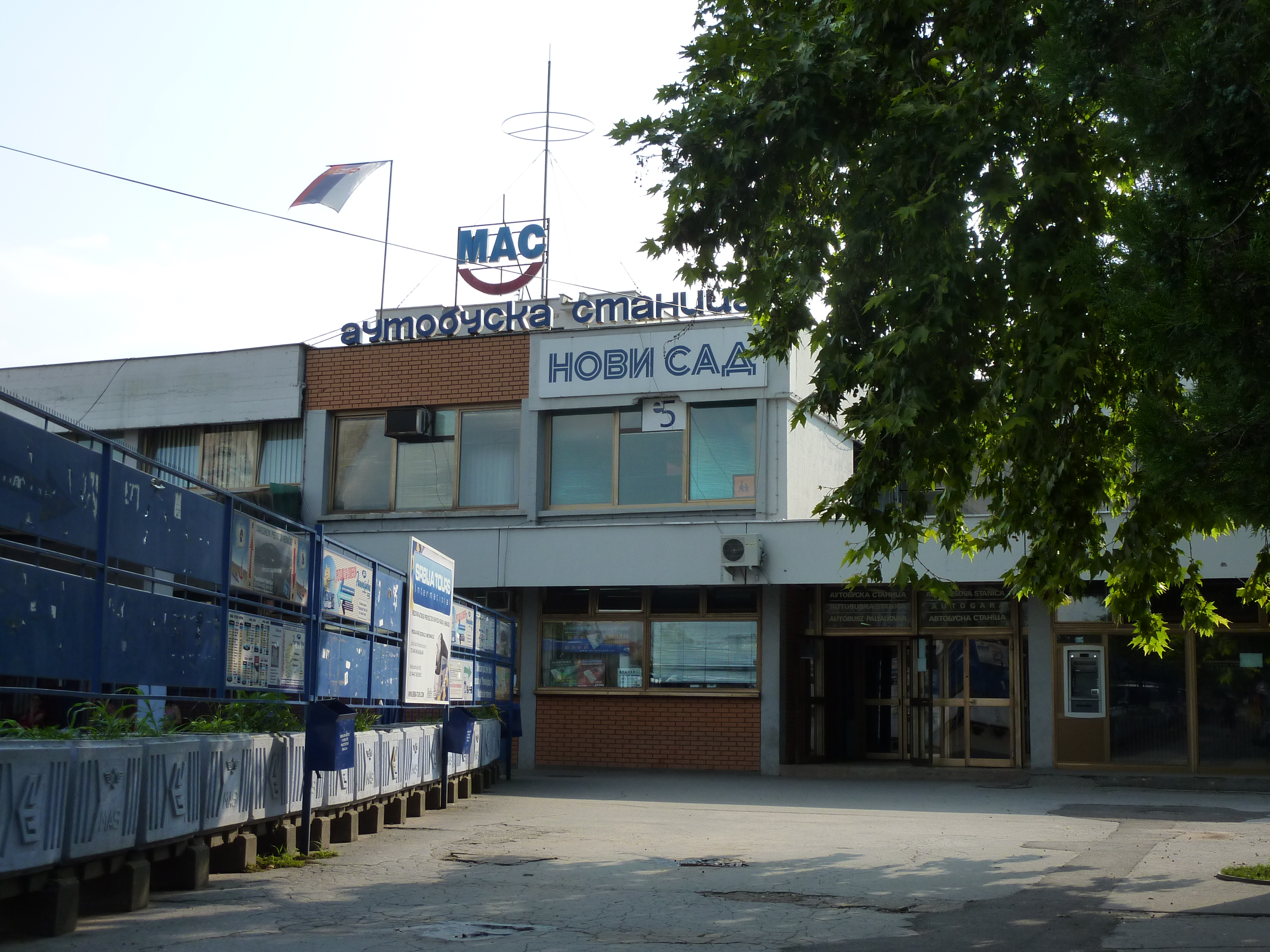
Stazione di autobus in Novi Sad

Nella capitale della Serbia, Belgrado, sono presenti aziende pubbliche (GSP Beograd) e private che gestiscono trasporti urbani, suburbani, interurbani e turistici esercitati con autobus, così come in tutte le altre zone densamente popolate.

## Idrovie
In totale la Serbia dispone di 587 km di acque perennemente navigabili, ascrivibili in massima parte ai fiumi Danubio e Sava.

### Porti e scali sul Danubio
- Belgrado
- Novi Sad
- Pančevo
- Smederevo

## Trasporti aerei

### Aeroporti
In totale: 45 (dati 2002)
- scalo internazionale: Beograd Nikola Tesla

a) con piste di rullaggio pavimentate: 19
- oltre 3047 m: 2
- da 2438 a 3047 m: 5
- da 1524 a 2437 m: 6
- da 914 a 1523 m: 2
- sotto 914 m: 4

b) con piste di rullaggio non lastricate: 26.
- oltre 3047 m: 0
- da 2438 a 3047 m: 0
- da 1524 a 2437 m: 2
- da 914 a 1523 m: 12
- sotto 914 m: 12

### Eliporti
In totale: 4 (dati 2002).